# Cecilia McDowall
Cecilia McDowall (Londres, 1951) és una compositora anglesa, coneguda per les seves obres corals. És considerada com una dels 50 millors compositors contemporanis del món, d'entre només tretze dones. Les seves obres més característiques fusionen línies melòdiques fluïdes amb harmonies dissonants ocasionals i exuberància rítmica. Ha guanyat nombrosos premis i ha estat en quatre ocasions nominada als British Composer Awards.

## Carrera
Cecilia McDowall va estudiar a les universitats d'Edimburg i de Londres, i també al Trinity College of Music.
És compositora per a la Oxford University Press i la compositora resident al Dulwich College, a Londres.
El 2010 el seu àlbum Spotless Rose (Hymns to the Virgin Mary), que consta de tres motets en llatí gravats amb la Phoenix Chorale, va guanyar un Premi Grammy a la millor interpretació de grups petits i va ser nominat al millor àlbum de música clàssica. L'any 2014 va guanyar el British Composer Award (en la categoria de coral) amb "Night Flight", per SSATB i violoncel solista, i dos anys més tard va tornar a ser finalista amb "When time is broke", interpretada pels BBC Singers. El 2017 va ser reconeguda com a Fellow de la Royal School of Church Music per la seva destacada contribució a la música d'església.